# ゴンゾ
株式会社ゴンゾ（英: GONZO K.K.）は、アニメーションの企画、プロデュース、アニメーションの販売及び輸出入などを主な事業とする日本の企業。日本動画協会正会員。
会社組織としては1992年に設立された有限会社ゴンゾを汲むものと、2000年に設立された株式会社GDHの流れを汲むものがある。前者は2009年4月に親会社である株式会社GDHと合併し、組織上は解散したが、GDHがゴンゾを吸収合併した後、GDHをゴンゾに社名変更することで、ブランドとしてのゴンゾを維持している。

## 歴史

### 設立
1992年、ガイナックスを退社した制作プロデューサーの村濱章司と演出家の前田真宏、脚本家の山口宏、映像作家の樋口真嗣によってクリエイターの事務所として新宿区百人町に発足。同年9月11日、村濱が有限会社ゴンゾを設立。法人としてのゴンゾは村濱個人の企業であり、前田、山口宏、樋口らは役員ではなくフリーとしてゴンゾに出入りしていたという。社名は樋口の発案でイタリア語で「馬鹿」を意味する「gonzo」から変に賢くなることがないようにと付けられたもの。村濱によると樋口の発案なのは同様だが、ハンター・S・トンプソンの呼称「ゴンゾ・ジャーナリスト」から取られたとしている。イタリア語で「馬鹿」を意味するのは後で知ったことである。
1994年末に発売されたCD-ROMドライブを搭載するPlayStation、セガサターンのいわゆる次世代ゲーム機の登場によりスタジオの方向性をデジタルアニメーションに見定める。1996年に発売されたセガサターンのゲームソフトウェア『LUNAR ザ・シルバースター』のムービーパートを制作。それによりビデオゲームのイベントムービーの発注が舞い込むようになった。その上で、ゴンゾが物語性を持って一本の作品として完結する作品を作れることを証明すべく、1998年に放ったOVA『青の6号』でフルデジタルアニメのスタジオとしてその名を一躍知られるようになる。これにより、デジタルアニメーションの先駆者的存在としてのゴンゾのブランドが定着した。

### GDHグループの形成
1999年5月、株式会社に組織変更。2000年2月にボストン・コンサルティング・グループ出身で、株式会社ディジメーション代表取締役の石川真一郎を迎えて持株会社「株式会社ゴンゾ・ディジメーション・ホールディング」を設立。ゴンゾとディジメーションを完全子会社とし、経営の基盤を整える。GDHグループを形成し、ゴンゾ（GONZO）は単独の社名としてだけでなく、グループ全体のブランド名にもなった。
2002年4月、ゴンゾとディジメーションを合併し「株式会社ゴンゾ・ディジメーション」に商号変更。2004年7月に「株式会社ゴンゾ」に再び商号変更。併せて「株式会社ゴンゾ・ディジメーション・ホールディング」を「株式会社GDH」へ商号変更した。同年11月、GDHは東京証券取引所・マザーズ市場に上場を果たした。
2000年からテレビアニメの制作にも乗り出し、2005年に放送されたテレビアニメ『BLACK CAT』はマニア向けの作品の印象が強かったゴンゾにとって初の少年漫画誌『週刊少年ジャンプ』連載の漫画を原作とする作品であった。
2006年には初の劇場作品『銀色の髪のアギト』を公開した。ゴンゾは創立当初から世界進出を目標に掲げ、実写映画を手がけることも視野に入れ活動を行っていた。またこの年は創立15周年にあたり、記念作品『マルドゥック・スクランブル』を制作していたが制作中止となった。同じ15周年記念作品である『アフロサムライ』は米国で2010年4月時点で約40万枚のセールスを達成し、続編やゲームソフトウェアも制作された。

### グループの再編
2008年9月、いわかぜキャピタルが管理・運営するいわかぜ1号投資事業有限責任組合（いわかぜファンド）を割当先として第三者割当増資を行い、いわかぜファンドが筆頭株主となる。
2009年4月1日、GDHグループの経営不振による改善の一環として、ゴンゾは持株会社であるGDHに吸収合併され、GDHは「株式会社ゴンゾ」に商号変更した。これにより、1992年に設立された法人としてのゴンゾは消滅した。同年6月3日、会計監査人（ビーエー東京監査法人）が「債務返済資金の確保に困難が生じる可能性があると共に再建計画の達成に不確実性がある」として、2009年3月期決算書類を監査意見不表明とした。6月29日に上場廃止が決定され、7月30日に上場廃止処分となった。相前後してグループの経営難により、デジタル制作部門・グループ企業の整理・売却、制作スタジオの分社独立が行われた。
2009年の『シャングリ・ラ』、『アラド戦記 〜スラップアップパーティー〜』、『咲-Saki-』以降、主にビデオゲームのPVや他社作品のグロス請けなどを行い、2010年はテレビアニメやOVAの元請制作作品がなかった。また上記3作の放送終了後、元請制作作品がないという意味では約1年10か月のブランクが生じたが、2011年には久々の新作として、『にゃんぱいあ The Animation』、『ラストエグザイル-銀翼のファム-』、『こぴはん』の3作品が発表された。
2016年7月14日、アサツー ディ・ケイ（ADK）が連結子会社化を目的としてゴンゾの株式公開買付けの実施を発表。その結果197,347株（所有割合84.01%）を取得した。同年12月27日、過年度において不適切な会計処理を行っていたことがADKより公表され、2017年1月10日に調査報告書が公表された。これを受け2017年2月6日、第13期から17期までの訂正有価証券報告書を関東財務局に提出した。
2018年3月30日、資本金の額を33億6173万4083円、資本準備金の額を34億784万6377円減少し、それぞれ500万円、0円とする。
2019年6月28日、ゴンゾは自社が保有している一部のアニメ制作事業や知的財産権とその管理・運用に関わる権利義務をスタジオKAIへ譲渡することを発表した。同年10月31日、傘下である沖縄ゴンゾを解散、2020年4月8日に法人格が消滅した。
2020年3月25日、臨時株主総会の決議により、2020年3月30日を効力発生日として3万8800株を1株とする株式併合を行うことが承認可決され、効力発生日における発行可能株式総数は93万4972株から24株に変更された。株式併合によりゴンゾをADKマーケティング・ソリューションズの完全子会社とした上で、創業メンバーである石川が発行済み株式を全取得することによりADKグループから独立することになる。
2021年にNFTアニメプロジェクト「SAMURAI cryptos」の企画を発表。
2024年10月15日には横山愛による監督のPV「SAMURAI RELIGION」が公式YouTubeチャンネル「GONZODOGA」にて配信された。
ゴンゾの冠するアニメ作品としては2020年の「7SEEDS part 2」より4年ぶりとなる。
2025年放送の『かくりよの宿飯 弐』よりアニメーション制作事業を再開予定。

## 代表者
GDHに吸収合併されるまで（1992年 - 2009年）
| 氏名     | 在職期間               |
| -------- | ---------------------- |
| 村濱章司 | 1992年9月 - 2000年2月  |
| 梶田浩司 | 2000年2月 - 2006年11月 |
| 藤田純二 | 2006年11月 - 2009年3月 |

2009年4月以降は、持株会社であるGDHからの吸収合併により、「1992年に設立された」ゴンゾは組織上解散した。同時にGDHがゴンゾに社名変更したため、組織上「2000年に設立された」新たなゴンゾが生まれた。
| 氏名       | 在職期間               |
| ---------- | ---------------------- |
| 村濱章司   | 2000年2月 - 2006年10月 |
| 石川真一郎 | 2001年5月 - 2018年9月  |
| 勝村良一   | 2017年3月 - 不明       |
| 石川真一郎 | 不明 -                 |

## 作品

### テレビアニメ
| 開始年 | 放送期間         | タイトル                                           | 監督                      | アニメーション プロデューサー | 備考                                                   |
| ------ | ---------------- | -------------------------------------------------- | ------------------------- | ----------------------------- | ------------------------------------------------------ |
| 2000年 | 4月 - 9月        | ゲートキーパーズ                                   | 佐藤順一（総） 千明孝一   | 村濱章司 梶田浩司             |                                                        |
| 2000年 | 10月 - 12月      | ヴァンドレッド                                     | もりたけし                | 植野修也                      |                                                        |
| 2001年 | 7月 - 10月       | SAMURAI GIRL リアルバウトハイスクール              | 東海林真一                | 月野正志 村濱章司             |                                                        |
| 2001年 | 10月 - 2002年1月 | HELLSING                                           | 飯田馬之介（総） 浦田保則 | 石川学 坂上貴彦               |                                                        |
| 2001年 | 10月 - 2002年3月 | FF：U 〜ファイナルファンタジー:アンリミテッド〜    | 前田真宏（総）            | 住友英司                      |                                                        |
| 2001年 | 10月 - 12月      | ヴァンドレッド the second stage                    | もりたけし                | 植野修也                      |                                                        |
| 2002年 | 1月 - 6月        | フルメタル・パニック!                              | 千明孝一                  | 村濱章司                      |                                                        |
| 2002年 | 7月 - 10月       | 最終兵器彼女                                       | 加瀬充子                  | 月野正志                      |                                                        |
| 2002年 | 10月 - 12月      | 超重神グラヴィオン                                 | 大張正己                  | 村濱章司                      |                                                        |
| 2002年 | 10月 - 2003年3月 | キディ・グレイド                                   | 後藤圭二                  | 今本尚志                      |                                                        |
| 2003年 | 4月 - 9月        | GAD GUARD                                          | 錦織博                    | 坂上貴彦 齋藤史               | 共同制作：アンバーフィルムワークス                     |
| 2003年 | 4月 - 9月        | カレイドスター                                     | 佐藤順一                  | 内田康史 内田哲夫 八田紳作    | 共同制作：G&G Entertainment                            |
| 2003年 | 10月 - 2004年3月 | カレイドスター 新たなる翼                          | 佐藤順一 平池芳正         | 内田康史 内田哲夫 八田紳作    | 共同制作：G&G Entertainment                            |
| 2003年 | 4月 - 9月        | LAST EXILE                                         | 千明孝一                  | 今本尚志                      |                                                        |
| 2003年 | 10月 - 2004年3月 | PEACE MAKER鐵                                      | 平田智浩                  | 吉田悟                        |                                                        |
| 2003年 | 11月 - 2004年6月 | クロノクルセイド                                   | 紅優                      | 若松剛                        |                                                        |
| 2004年 | 1月 - 3月        | 超重神グラヴィオンZwei                             | 大張正己                  | 橋本太知                      |                                                        |
| 2004年 | 4月 - 9月        | 爆裂天使                                           | 大畑晃一                  | 今本尚志                      |                                                        |
| 2004年 | 4月 - 6月        | GANTZ                                              | 板野一郎                  | 八田紳作 久田大志 荒井英昌    | 第1期                                                  |
| 2004年 | 8月 - 11月       | GANTZ                                              | 板野一郎                  | 八田紳作 久田大志 荒井英昌    | 第2期                                                  |
| 2004年 | 6月 - 12月       | SAMURAI 7                                          | 滝沢敏文                  | 笠間寿高                      |                                                        |
| 2004年 | 10月 - 2005年3月 | 砂ぼうず                                           | 稲垣隆行                  | 川原陽子                      |                                                        |
| 2004年 | 10月 - 2005年3月 | 巌窟王                                             | 前田真宏                  | 橋本太知                      |                                                        |
| 2005年 | 1月 - 12月       | トランスフォーマー ギャラクシーフォース            | 角銅博之（総） 小野学     | 斎藤史                        |                                                        |
| 2005年 | 4月 - 9月        | バジリスク 〜甲賀忍法帖〜                          | 木﨑文智                  | 柴田和典                      |                                                        |
| 2005年 | 4月 - 9月        | SPEED GRAPHER                                      | 杉島邦久                  | 柴田和典                      |                                                        |
| 2005年 | 4月 - 10月       | トリニティ・ブラッド                               | 平田智浩                  | 永井理                        |                                                        |
| 2005年 | 8月 - 2007年1月  | G.I. Joe: Sigma 6                                  | 静野孔文                  | N/A                           |                                                        |
| 2005年 | 10月 - 2006年3月 | SoltyRei                                           | 平池芳正                  | 福家日左夫                    | 共同制作：AIC                                          |
| 2005年 | 10月 - 2006年3月 | BLACK CAT                                          | 板垣伸                    | 小島勉                        |                                                        |
| 2006年 | 4月 - 9月        | ウィッチブレイド                                   | 大橋誉志光                | 永井理                        |                                                        |
| 2006年 | 4月 - 9月        | 吉宗                                               | 佐藤博暉                  | 松嵜義之 長谷川康雄 吉田悟    |                                                        |
| 2006年 | 4月 - 9月        | ガラスの艦隊                                       | 大原実                    | 兼坂勝利                      | 共同制作：サテライト                                   |
| 2006年 | 7月 - 12月       | N・H・Kにようこそ!                                 | 山本裕介                  | 柴田知典                      |                                                        |
| 2006年 | 10月 - 2007年3月 | パンプキン・シザーズ                               | 秋山勝仁                  | 福家日左夫                    | 共同制作：AIC                                          |
| 2006年 | 10月 - 2007年3月 | RED GARDEN                                         | 松尾衡                    | 鷹木純一                      |                                                        |
| 2007年 | 1月 - 3月        | 月面兎兵器ミーナ                                   | 川口敬一郎                | 坂上貴彦                      |                                                        |
| 2007年 | 4月 - 9月        | ロミオ×ジュリエット                                | 追崎史敏                  | 小島勉                        |                                                        |
| 2007年 | 4月 - 9月        | 瀬戸の花嫁                                         | 岸誠二                    | 福家日左夫 吉田悟             | 共同制作：AIC                                          |
| 2007年 | 4月 - 9月        | 風のスティグマ                                     | 坂田純一                  | 柴田知典                      |                                                        |
| 2007年 | 4月 - 9月        | ぼくらの                                           | 森田宏幸                  | 永井理                        |                                                        |
| 2007年 | 5月              | アフロサムライ                                     | 木崎文智                  | 笠間寿高                      |                                                        |
| 2007年 | 10月 - 2008年3月 | ドラゴノーツ -ザ・レゾナンス-                      | 小野学                    | 永井理                        |                                                        |
| 2008年 | 1月 - 3月        | ロザリオとバンパイア                               | 稲垣隆行                  | 若松剛                        |                                                        |
| 2008年 | 4月 - 6月        | ドルアーガの塔 〜the Aegis of URUK〜               | 千明孝一                  | 小島勉                        |                                                        |
| 2008年 | 4月 - 9月        | BLASSREITER                                        | 板野一郎                  | 永井理                        |                                                        |
| 2008年 | 4月 - 9月        | S・A〜スペシャル・エー〜                           | 宮尾佳和                  | 福家日左夫                    | 共同制作：AIC                                          |
| 2008年 | 7月 - 9月        | ストライクウィッチーズ                             | 高村和宏                  | 柴田知典                      |                                                        |
| 2008年 | 10月 - 2009年3月 | 鉄のラインバレル                                   | 日高政光                  | 住友英司                      |                                                        |
| 2008年 | 10月 - 12月      | ロザリオとバンパイア CAPU2                         | 稲垣隆行                  | 吉田悟                        |                                                        |
| 2009年 | 1月 - 3月        | ドルアーガの塔 〜the Sword of URUK〜               | 千明孝一                  | 小島勉                        |                                                        |
| 2009年 | 4月 - 9月        | シャングリ・ラ                                     | 別所誠人                  | 小島勉                        |                                                        |
| 2009年 | 4月 - 9月        | アラド戦記〜スラップアップパーティー〜             | 池添隆博 LEE JIN-HYUNG    | KOMG JI-WON                   | 共同制作：GK Entertainment                             |
| 2009年 | 4月 - 9月        | 咲-Saki-                                           | 小野学                    | 柴田知典                      | 14話まで元請制作、15話以降制作協力                     |
| 2009年 | 12月             | アフロサムライ：レザレクション                     | 木崎文智                  | 堀裕治 林健一                 |                                                        |
| 2011年 | 7月 - 9月        | にゃんぱいあ The Animation                         | 吉松孝博                  | 小島勉                        |                                                        |
| 2011年 | 10月 - 2012年3月 | ラストエグザイル-銀翼のファム-                     | 千明孝一                  | 鷹木純一                      |                                                        |
| 2012年 | 3月 - 4月        | オズマ                                             | 高橋良輔（総） 池添隆博   | 坂上貴彦 鷹木純一             | 共同制作：ランドック・スタジオ                         |
| 2013年 | 4月 - 7月        | 絶対防衛レヴィアタン                               | 八谷賢一                  | 奥山真吾                      |                                                        |
| 2013年 | 7月 - 9月        | 君のいる町                                         | 山内重保                  | 内藤祐史 白石直子             | アニメーション制作協力：ミルパンセ                     |
| 2013年 | 7月 - 9月        | 犬とハサミは使いよう                               | 高橋幸雄                  | 飯室笑子                      |                                                        |
| 2014年 | 4月 - 6月        | ブレイドアンドソウル                               | 竹内浩志                  | 奥山真吾                      |                                                        |
| 2015年 | 7月 - 9月        | それが声優!                                        | 博史池畠                  | N/A                           |                                                        |
| 2016年 | 1月 - 3月        | 蒼の彼方のフォーリズム                             | 追崎史敏                  | 飯室笑子                      |                                                        |
| 2017年 | 1月 - 3月        | AKIBA'S TRIP -THE ANIMATION-                       | 博史池畠                  | 奥山真吾                      |                                                        |
| 2017年 | 7月 - 9月        | 18if                                               | [ 注 1 ]                  | 西山達也                      |                                                        |
| 2017年 | 10月 - 11月      | ROBOMASTERS THE ANIMATED SERIES                    | 山本靖貴                  | 吉本聡                        | 共同制作：ダンデライオンアニメーションスタジオ         |
| 2018年 | 4月 - 6月        | 宇宙戦艦ティラミス                                 | 博史池畠                  | 奥山真吾                      |                                                        |
| 2018年 | 4月 - 9月        | かくりよの宿飯                                     | 奥田佳子                  | 飯室笑子                      |                                                        |
| 2018年 | 10月 - 2019年3月 | 火ノ丸相撲                                         | 宇田鋼之介（総） 山本靖貴 | 吉本聡                        |                                                        |
| 2018年 | 10月 - 12月      | CONCEPTION                                         | 元永慶太郎                | 内藤祐史                      |                                                        |
| 2018年 | 10月 - 12月      | 宇宙戦艦ティラミスII                               | 博史池畠                  | 奥山真吾                      |                                                        |
| 2018年 | 12月 - 2019年2月 | 聖闘士星矢 セインティア翔                          | 玉川真人                  | 吉本聡 依田一                 |                                                        |
| 2019年 | 7月 - 10月       | トライナイツ                                       | 佐々木勅嘉                | 石原直樹                      | アニメーション制作協力：アニメーションスタジオ・セブン |
| 2019年 | 10月 - 2020年3月 | ファンタシースターオンライン2 エピソード・オラクル | 橘正紀                    | 吉本聡 守屋昌治               |                                                        |
| 2025年 | 10月 -           | かくりよの宿飯 弐                                  | 吉崎譲                    | 未公表                        | 共同制作：マカリア                                     |

### 劇場アニメ
| 公開年 | タイトル                       | アニメーション プロデューサー | 共同制作  |
| ------ | ------------------------------ | ----------------------------- | --------- |
| 2006年 | 銀色の髪のアギト               | 小竿俊一 堀裕治 坂部久明      |           |
| 2006年 | ブレイブ ストーリー            | 若松剛                        |           |
| 2007年 | キディ・グレイド 劇場版        | 今本尚志                      |           |
| 2007年 | アフロサムライ 劇場版          | 笠間寿高                      |           |
| 2013年 | 龍 -RYO-                       | 奥山真吾                      |           |
| 2013年 | BAYONETTA BLOODYFATE           | 吉本聡                        |           |
| 2017年 | DCスーパーヒーローズvs鷹の爪団 | N/A                           | DLE・白組 |

### OVA
| 発売年 | タイトル                                 | アニメーション プロデューサー | 備考         |
| ------ | ---------------------------------------- | ----------------------------- | ------------ |
| 1998年 | 青の6号                                  | N/A                           |              |
| 1999年 | メルティランサー The Animation           | N/A                           |              |
| 2002年 | ゲートキーパーズ21                       | 石川真一郎                    |              |
| 2002年 | 戦闘妖精雪風                             | 石川学 小島勉                 |              |
| 2005年 | カレイドスターOVA レイラ・ハミルトン物語 | 柴田和典                      |              |
| 2007年 | 爆裂天使 -インフィニティ-                | 今本尚志                      |              |
| 2007年 | ストライクウィッチーズ                   | 今本尚志 柴田知典             | 付録OAD      |
| 2007年 | デッドガールズ                           | 鷹木純一                      |              |
| 2008年 | 瀬戸の花嫁 OVA 仁                        | 福家日左夫 吉田悟             | 共同制作:AIC |
| 2009年 | 瀬戸の花嫁 OVA 義                        | 福家日左夫 吉田悟             | 共同制作:AIC |
| 2010年 | スーパーストリートファイターIV           | N/A                           |              |
| 2018年 | 堀さんと宮村くん                         | 守屋昌治                      | 第4巻のみ    |

### Webアニメ
| 配信年 | タイトル              | アニメーション プロデューサー | 共同制作         |
| ------ | --------------------- | ----------------------------- | ---------------- |
| 2001年 | i-wish you were here- | N/A                           | ディジメーション |
| 2011年 | こぴはん              | 鷹木純一                      |                  |
| 2018年 | あるゾンビ少女の災難  | 小島勉                        | スティングレイ   |
| 2019年 | 7SEEDS                | 西山達也                      |                  |
| 2019年 | 機甲英雄 機鬥勇者     | 鷹木純一                      |                  |
| 2020年 | 7SEEDS Part 2         | 西山達也                      | スタジオKAI      |

### ゲーム
| 発売年  | タイトル                                             | 備考                 |
| ------- | ---------------------------------------------------- | -------------------- |
| 1992年  | LUNAR ザ・シルバースター                             |                      |
| 1994年  | LUNAR エターナルブルー                               |                      |
| 1997年  | 超時空要塞マクロス 愛・おぼえていますか              | アニメパート         |
| 1997年  | シルエットミラージュ                                 |                      |
| 1997年  | グランディア                                         |                      |
| 1998年  | レイディアントシルバーガン                           | OP                   |
| 1998年  | エフィカス この想いを君に…                           |                      |
| 1999年  | 超時空要塞マクロス 愛・おぼえていますか              | アニメパート         |
| 2001年  | スカイガンナー                                       |                      |
| 2002年  | 幻想水滸伝III                                        | OP                   |
| 2003年  | ANUBIS ZONE OF THE ENDERS                            | アニメパート         |
| 2003年  | マリー・エリー&アニスのアトリエ 〜そよ風からの伝言〜 | イベントグラフィック |
| 2006年- | 実況パワフルプロ野球                                 | 12 - 、OP・ED        |
| 2008年  | サモンナイト                                         | リメイク版           |
| 2008年  | ファンタシースターZERO                               |                      |
| 2009年  | 無限航路                                             | OP                   |
| 2009年  | BLAZBLUE                                             | OP                   |
| 2009年  | サモンナイトX 〜Tears Crown〜                        | OP                   |
| 2009年  | アルカディアサーガ                                   | イメージムービー     |
| 2010年  | BLAZBLUE -CONTINUUM SHIFT-                           |                      |
| 2016年  | リアル脱出ゲーム・君は明日と消えていった             | アニメパート         |
| 2018年  | リアル脱出ゲーム・さよなら僕らのマジックアワー       | アニメパート         |

### 実写映画
| 公開年 | タイトル                      | 備考                                            |
| ------ | ----------------------------- | ----------------------------------------------- |
| 1995年 | ガメラ 大怪獣空中決戦         | 制作:大映、協力                                 |
| 1996年 | ガメラ2 レギオン襲来          | 制作:大映、協力                                 |
| 1999年 | ガメラ3 邪神覚醒              | 制作:大映、怪獣デザイン、ビュジュアルエフェクト |
| 2006年 | BLACK NIGHT                   | VFX                                             |
| 2006年 | 蒼き狼 〜地果て海尽きるまで〜 | VFX                                             |
| 2007年 | 悪夢探偵                      | VFX                                             |
| 2007年 | 悪夢探偵2                     | VFX                                             |
| 2007年 | ROBO☆ROCK                     | 制作プロダクション、VFX                         |
| 2007年 | オリオン座からの招待状        | VFX                                             |
| 2007年 | 犯人に告ぐ                    | VFX                                             |
| 2007年 | MAYU ココロの星               | VFX                                             |
| 2008年 | ゲゲゲの鬼太郎 千年呪い歌     | VFX                                             |
| 2009年 | 252 生存者あり                | VFX                                             |
| 2009年 | 鴨川ホルモー                  | 「オニ」デザイン、VFX                           |
| 2009年 | 携帯彼氏                      | 制作プロダクション、VFX、配給                   |

### 制作協力
| 年     | タイトル                                    | 制作元請                              | 備考                   |
| ------ | ------------------------------------------- | ------------------------------------- | ---------------------- |
| 1994年 | おいら宇宙の探鉱夫                          | トライアングルスタッフ                | メカニックデザイン協力 |
| 1997年 | マクロス ダイナマイト7                      | 葦プロダクション                      | OP/ED制作              |
| 2003年 | 成恵の世界                                  | スタジオ・ライブ                      | CG制作                 |
| 2007年 | 天元突破グレンラガン                        | ガイナックス                          | 各話制作協力           |
| 2007年 | もえたん                                    | アクタス                              | 各話制作協力           |
| 2007年 | BLUE DROP 〜天使達の戯曲〜                  | ビースタック&旭プロダクション         | 3Dモデリング           |
| 2007年 | もやしもん                                  | 白組&テレコム・アニメーションフィルム | 各話制作協力           |
| 2007年 | ハヤテのごとく!                             | SynergySP                             | 各話制作協力           |
| 2008年 | 銀魂                                        | サンライズ                            | 各話制作協力           |
| 2008年 | 絶対可憐チルドレン                          | SynergySP                             | 各話制作協力           |
| 2008年 | デトロイト・メタル・シティ                  | STUDIO 4℃                             | 各話制作協力           |
| 2009年 | 鉄腕バーディー DECODE:02                    | A-1 Pictures                          | 各話制作協力           |
| 2010年 | 聖痕のクェイサー                            | フッズエンタテインメント              | 各話制作協力           |
| 2010年 | GIANT KILLING                               | スタジオディーン                      | 各話制作協力           |
| 2010年 | そらのおとしものf                           | AIC ASTA                              | 各話制作協力           |
| 2010年 | スーパーロボット大戦OG -ジ・インスペクター- | 旭プロダクション                      | 各話制作協力           |
| 2011年 | 世界一初恋                                  | スタジオディーン                      | 各話制作協力           |
| 2011年 | 魔乳秘剣帖                                  | フッズエンタテインメント              | 各話制作協力           |
| 2011年 | 世界一初恋2                                 | スタジオディーン                      | 各話制作協力           |
| 2012年 | テルマエ・ロマエ                            | ディー・エル・イー                    | アニメーション協力     |
| 2012年 | シャイニング・ハーツ 〜幸せのパン〜         | Production I.G                        | 各話制作協力           |
| 2012年 | この中に1人、妹がいる!                      | Studio五組                            | 各話制作協力           |
| 2012年 | 輪廻のラグランジェ season2                  | ジーベック                            | 各話制作協力           |
| 2012年 | 織田信奈の野望                              | Studio五組&マッドハウス               | 各話制作協力           |
| 2012年 | 絶園のテンペスト                            | ボンズ                                | 各話制作協力           |
| 2012年 | アイカツ!                                   | サンライズ                            | 各話制作協力           |
| 2012年 | PSYCHO-PASS サイコパス                      | Production I.G                        | 各話制作協力           |
| 2013年 | ちはやふる2                                 | マッドハウス                          | 各話制作協力           |
| 2013年 | 夜桜四重奏 〜ハナノウタ〜                   | タツノコプロ                          | 各話制作協力           |
| 2013年 | IS 〈インフィニット・ストラトス〉 2         | エイトビット                          | 各話制作協力           |
| 2013年 | キルラキル                                  | TRIGGER                               | 各話制作協力           |
| 2014年 | 魔法戦争                                    | マッドハウス                          | 各話制作協力           |
| 2014年 | Wake Up, Girls!                             | Ordet&タツノコプロ                    | 各話制作協力           |
| 2014年 | のうりん                                    | SILVER LINK.                          | 各話制作協力           |
| 2014年 | 咲-Saki- 全国編                             | Studio五組                            | 各話制作協力           |
| 2014年 | ガイストクラッシャー                        | ぴえろ                                | 各話制作協力           |
| 2014年 | 愛・天地無用!                               | AIC PLUS+                             | 各話制作協力           |
| 2014年 | 大図書館の羊飼い                            | フッズエンタテインメント              | 各話制作協力           |
| 2015年 | 純潔のマリア                                | Production I.G                        | 各話制作協力           |
| 2015年 | デス・パレード                              | マッドハウス                          | 各話制作協力           |
| 2015年 | えとたま                                    | 白組&エンカレッジフィルムズ           | 各話制作協力           |
| 2015年 | 遊☆戯☆王ARC-V                               | ぎゃろっぷ                            | 各話制作協力           |
| 2016年 | 不機嫌なモノノケ庵                          | ぴえろプラス                          | 各話制作協力           |
| 2016年 | スカーレッドライダーゼクス                  | サテライト                            | 各話制作協力           |
| 2016年 | ツキウタ。THE ANIMATION                     | ぴえろ                                | 各話制作協力           |
| 2016年 | 君の名は。                                  | コミックス・ウェーブ・フィルム        | 制作協力               |
| 2017年 | ACCA13区監察課                              | マッドハウス                          | 各話制作協力           |
| 2017年 | 月がきれい                                  | feel.                                 | 各話制作協力           |
| 2017年 | メアリと魔女の花                            | スタジオポノック                      | 制作協力               |
| 2018年 | サンリオ男子                                | ぴえろ                                | 各話制作協力           |

### その他
| 年     | タイトル                                        | 備考                                                |
| ------ | ----------------------------------------------- | --------------------------------------------------- |
| 1993年 | ウルトラマンパワード                            | 特撮、スペシャルサンクス                            |
| 2003年 | デジガールPOP!                                  | 製作、制作元請: クリエイターズ・ドット・コム        |
| 2003年 | ピンキーストリート                              | アニメーションプロデュース                          |
| 2004年 | Linkin Park「Breaking the habit」               | ミュージックビデオ                                  |
| 2005年 | 電車男                                          | テレビドラマ、フジテレビ系、オープニングアニメ      |
| 2006年 | 金曜プレステージ                                | -2014年、テレビドラマ、フジテレビ系、オープニングCG |
| 2006年 | Perfume「エレクトロ・ワールド」                 | ミュージックビデオ                                  |
| 2006年 | Perfume「Twinkle Snow Powdery Snow」            | ミュージックビデオ                                  |
| 2007年 | セクシーボイスアンドロボ                        | テレビドラマ、日本テレビ系、劇中アニメ              |
| 2007年 | Perfume「ポリリズム」                           | ミュージックビデオ                                  |
| 2007年 | BLOOD STAIN CHILD「FREEDOM」                    | ミュージックビデオ                                  |
| 2007年 | GLOBARANGE                                      | PRアニメーション、パナソニックの製品                |
| 2007年 | デュエルポッド                                  | PRアニメーション、バンダイの製品                    |
| 2008年 | ヤスコとケンジ                                  | テレビドラマ、日本テレビ系、CG                      |
| 2009年 | 瞬足・LMX                                       | テレビCM、CM第1 - 2弾、アキレスの製品               |
| 2011年 | 極限脱出ADV 善人シボウデス プロモーションアニメ | PRアニメーション、チュンソフトの製品                |
| 2012年 | おさわり探偵 なめこ栽培キット「なめこのPV」     | PRアニメーション、開発:ビーワークス                 |

## 関連人物

### 所属する人物
- 石川真一郎（代表取締役社長）

### 所属していた人物
- 樋口真嗣（現：オーバーロード所属、旧ゴンゾ創業者）
- 村濱章司（現：LAMBDA FILM代表取締役社長、旧ゴンゾ創業者）
- 山口宏（元ゴンゾ所属、旧ゴンゾ創業者）
- 前田真宏（旧ゴンゾ創設者）
- 柄澤哲夫（元ゴンゾ執行役員社長兼CEO）
- 勝村良一（元ゴンゾ代表取締役社長・副社長、元スタジオKAI代表取締役社長）
- 池田東陽（元エンカレッジフィルムズ代表取締役社長、2013年2月物故）
- エリック・カルデロン（現：WILD BOAR MEDIA代表取締役社長）
- 沖浦泰斗（元デイヴィッドプロダクション代表取締役社長）
- 梶田浩司（現：株式会社ベルノックスフィルムズ代表取締役社長）
- 笠間寿高（現：ディヴィッドプロダクション取締役）
- ソエジマヤスフミ（現：ディヴィッドプロダクション所属）
- 永井理（現：フッズエンタテインメント代表取締役）
- 松浦裕暁（現：サンジゲン代表取締役）
- 鈴木慎二（ランドック・スタジオ創業者）
- 石橋淳（現：スタジオグラム代表）
- ムラオミノル（現：漫画家）
- 柴田知典（現：Studio五組代表取締役）
- 青木隆夫（現：Studio五組プロデューサー）
- 堀裕治（現：十文字代表取締役）
- 岡野正広
- 宇田英男（現：スタジオコロリド取締役）
- 新宅潔（現：ゼクシズ代表取締役）
- 福島祐一（現：CloverWorks 執行役員・プロデューサー）
- 長谷川博哉（現：MAPPA 取締役副社長・プロデューサー）
- 福士裕一郎（現：マッドハウスプロデューサー）
- 増田克人（現：オー・エル・エム（OLM TEAM MASUDA）プロデューサー）
- 古口王仁（現：オクルトノボル代表取締役）
- 尾畑聡明（現：スロウカーブ代表取締役）
- 吉岡宏起（現：ENGI代表取締役社長）
- 大友寿也（現：スタジオバインド代表取締役）

### その他
- 藤田純二（旧・フューチャービジョンミュージック代表取締役社長）
- アーサー・スミス（GDHインターナショナル社長）
- 飯田馬之介
- 市村徹夫
- うのまこと（アニメーター）
- 追崎史敏（エンカレッジフィルムズ代表取締役社長）
- 中村深雪（アニメーター）
- もりたけし
- 佐々木政勝（アニメーター・元ゴンゾ外部要員（第5スタジオ担当）、現Studio五組外部要員）

## 同社スタッフ・OBが独立・起業した会社

### 現在
- サンジゲン - 出身である松浦裕暁が鈴木大介、足立博志、名倉晋作、志賀健太郎と共に2006年に設立。
- デイヴィッドプロダクション - プロデューサーを務めた沖浦泰斗と代表取締役を務めた梶田浩司が第2・第3スタジオのスタッフらと共に2007年に設立[27]。
- 鵲（旧：エンカレッジフィルムズ） - プロデューサーを務めた池田東陽が演出家の追崎史敏と共に2008年に設立。
- グラフィニカ - デジタル部門がキュー・テックに売却され同社の子会社として2009年に設立[28]。
- ランドック・スタジオ - 企画部部長を務めた鈴木慎二が第4スタジオの一部スタッフらと共に2009年に設立。
- LMD（旧：LAMBDA FILM）- 創業者である村濱章司が2009年に設立。
- Studio五組 - プロデューサーを務めた柴田知典が第5スタジオの一部スタッフらと共に2010年に設立[29]。
- 十文字 - プロデューサーを務めた堀裕治が2010年に設立。
- スタジオグラム - 出身の石橋淳がランドック・スタジオを経て2010年に設立。
- スタジオコロリド - 管理責任者を務めた宇田英男がカラーを経て2011年に設立[30]。
- オクルトノボル - 出身の古口王仁がデイヴィッドプロダクションを経て2017年に設立[31]。
- 三嶋編集室 - 出身の三嶋章紀がグラフィニカを経て2018年に設立。
- ベルノックスフィルムズ - 代表取締役を務めた梶田浩司がデイヴィッドプロダクションを経てKADOKAWAグループの子会社として2024年に設立[32]。
- スタジオクラッチ - プロデューサーを務めた鷹木純一がギークトイズを経て2024年に設立。

### 過去
- ギャザリング - 出身の戸田和宏がDLEを経て2009年に設立[33]。2022年2月末付でギャザリングホールディングスに吸収合併し解散[34]。
- フッズエンタテインメント - プロデューサーを務めた永井理が第1スタジオのスタッフらと共に2009年に設立[35]。